# Las Breñas
Las Breñas est une ville de la province du Chaco, en Argentine, et le chef-lieu du département de Nueve de Julio.
La ville accueille tous les ans au mois de novembre la fête de l'immigrant, fondée au XIXe siècle par des immigrés yougoslaves, ukrainiens, suisses, italiens, espagnols, français, irlandais et croates.